# شهرستان ترویتسکی (چلیابینسک)
شهرستان ترویتسکی (به لاتین: Troitsky District) یک شهرستان در روسیه است که در استان چلیابینسک واقع شده‌است.